# Туйбаева, София Эрджановна
София Эрджановна Туйбаева (тадж. София Эрҷоновна Тӯйбоева; 30 января 1913, Бухара — 25 октября 1996, Душанбе) — таджикская и узбекская актриса, актриса театра и кино, многолетняя актриса Таджикского академического драматического театра им. Лахути (Душанбе).. Народная артистка Таджикской ССР (1941). Член Союза кинематографистов СССР (1958)

## Биография
- 1913 — родилась в Бухаре.
- 1929—1931 — актриса Узбекского академического драматического театра им. Хамзы
- 1931—1991 — актриса Таджикского академического драматического театра им. А. Лахути, г. Душанбе.

Скончалась 25 октября 1996 года в Душанбе, похоронена на кладбище «Сари Осиё».

## Театральные работы
Творчеству актрисы присущи глубокая эмоциональность и высокий драматизм, тонкость, обаяние, единство речевого и пластического рисунка роли, тщательность отделки деталей. Актриса обладала большой художественной культурой, чувством меры. Об этом свидетельствую роли сыгранные С. Туйбаевой на сцене Таджикского драматического театра им. Лахути:
- Дильбар («Два коммуниста» Яшена, 1931)
- Турсун («Худжум» Яна,1931)
- Ширин («Борьба» Усманова,1933)
- Луиза («Коварство и любовь»)
- Дездемона; Бахтияр («Клевета» Саидмурадова и Исмаилова)
- Гурдо-фарид («Рустам и Сухроб» Пирмухаммед-заде и Волькенштейна)
- Лауренсия (1942), Джульетта (1947)
- Саодат (одноимённая пьеса Саидмурадова и Рабиева,1948)
- Любовь Яровая (1955)
- Ши Пин («Тайфун» Цао Юя,1958)
- Сарвар («Приговор матери» Ансори,1962)
- Крупская («Ураган» Киямова и Абдулло,1957)
- Туанет («Мнимый больной»)
- Пошлёпкина («Ревизор»)
- Холнисо («Шёлковое сюзане» Каххара)
- Гульбиби («Сердце сердцу весть подаёт» Киямова и Мороз).[3]

## Фильмография
С. Туйбаева является первой актрисой в таджикском национальном кинематографе. Она сыграла роль в художественном фильме «Эмигрант» (1934). С 1937 года принимала участие в дублировании художественных фильмов на таджикском языке.
| Год  |   | Название                            | Роль                     |
| ---- | - | ----------------------------------- | ------------------------ |
| 1934 | ф | Эмигрант                            | Имя персонажа не указано |
| 1957 | ф | Я встретил девушку                  | Мехриниссо               |
| 1958 | ф | Высокая должность                   | Махмудова                |
| 1959 | ф | Судьба поэта                        | Малика                   |
| 1959 | ф | Сыну пора жениться                  | соседка                  |
| 1961 | ф | Маленькие истории о детях, которые… | тетушка                  |
| 1961 | ф | Зумрад                              | Имя персонажа не указано |
| 1962 | ф | Тишины не будет                     | эпизод                   |
| 1964 | ф | Звезда Улугбека                     | эпизод                   |
| 1965 | ф | Хасан Арбакеш                       | активистка               |
| 1967 | ф | Под пеплом — огонь                  | Имя персонажа не указано |
| 1972 | ф | Ураган в долине                     | Мастон-биби              |

## О творчестве актрисы
Документальный фильм о жизни и творчестве актрисы был снят в 1991 году «София Туйбаева» (режиссёр Р. Самадов)
В периодической прессе на телевидении и радио Таджикистана имеются публикации о творческой деятельности актрисы.

## Награды
- Орден Ленина (1954).
- Три ордена Трудового Красного Знамени (1941, 1949, 1957).
- медалями и грамотами СССР и Таджикской ССР.
- Народная артистка Таджикской ССР (1941).